# Тютюнник Алла Миколаївна

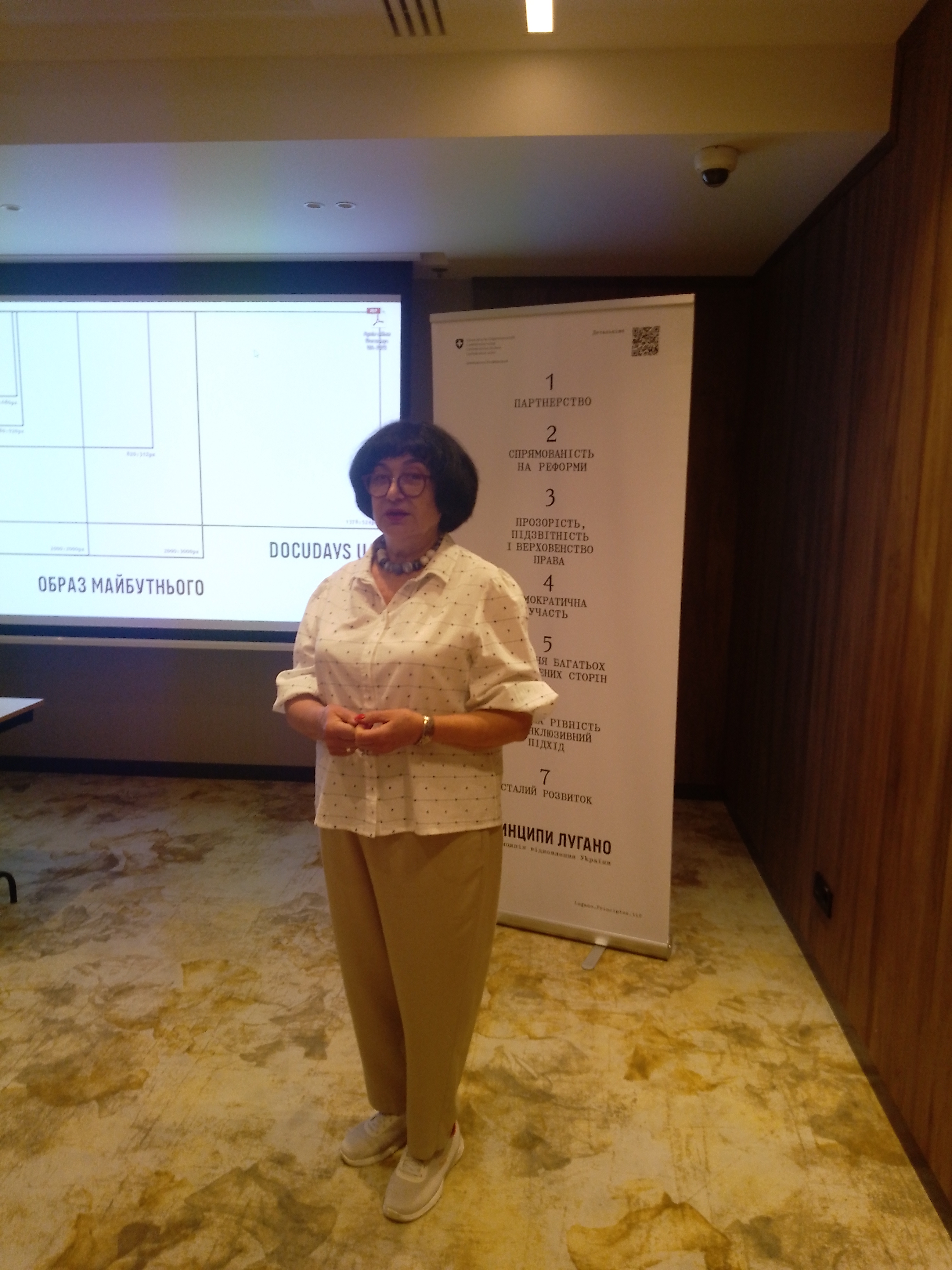
Алла Тютюник на 20-му фестивалі Docudays UA

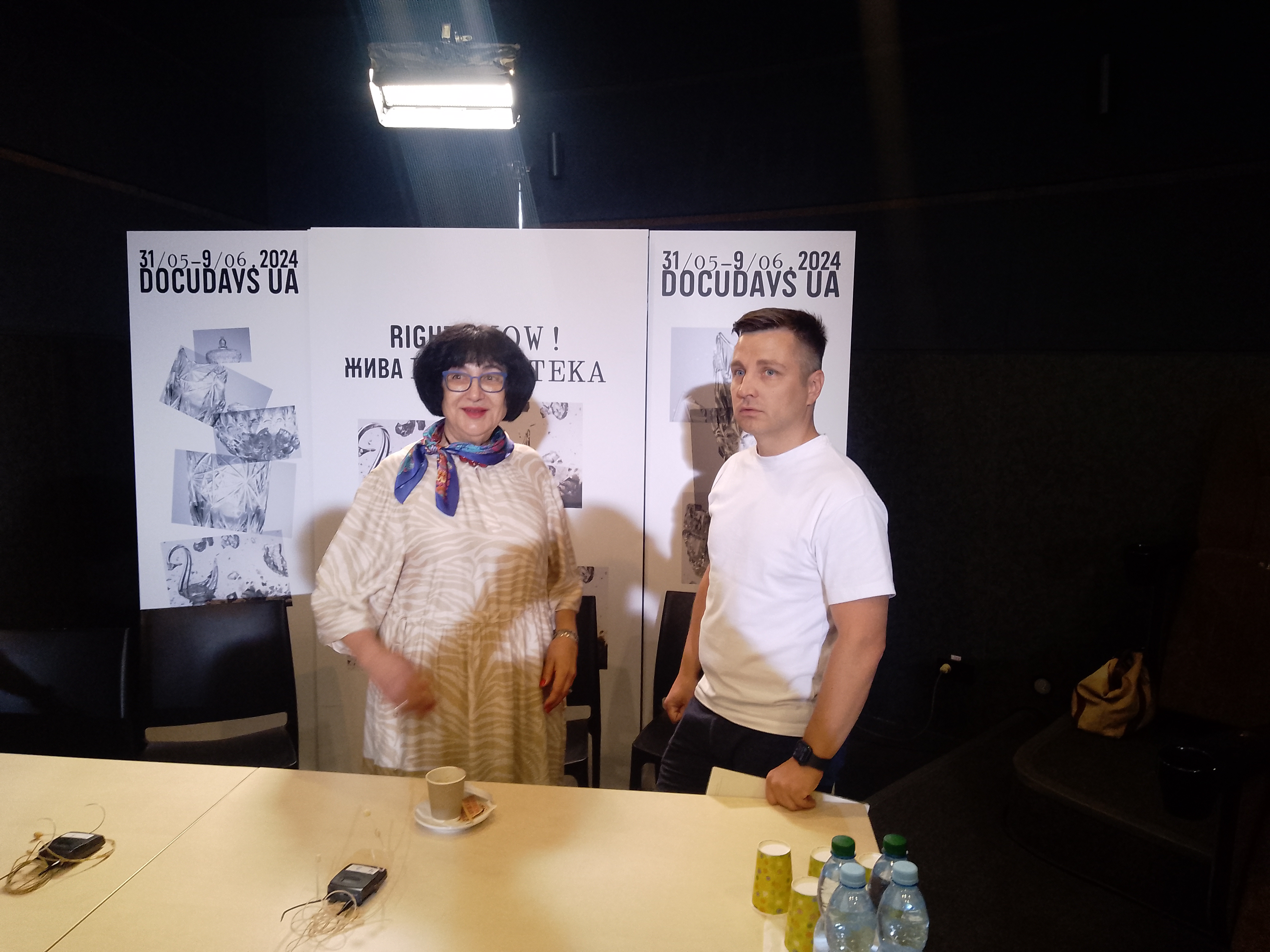
Алла Тютюнник та Олексій Сидоренко на 21-му фестивалі Docudays UA

Тютюнник Алла Миколаївна (11 червня 1949 р., Херсон, Україна) — українська журналістка, письменниця, сценаристка, правозахисниця.

## Біографія
Народилася 11 червня 1949 р. у Херсоні. Закінчила філологічний факультет Херсонського педагогічного інституту (1970), Вищі літературні курси Московського літературного інституту ім. М. Горького (1986), аспірантуру в Advocacy Institute (Вашингтон, США, 1999), Вищий міжнародний курс з прав людини (Гельсінський Фонд з прав людини, Варшава, Польща).
Працювала в школі, потім у редакціях газет «Будівельник» та «Ленінський прапор».
Вірші почала писати ще в 7 класі. Вперше оцінив її талант Леонід Куліш і запросив на телебачення.
У студентські роки вірші її друкувалися в журналах «Дніпро», «Прапор», альманасі «Вітрила», у газетах «Молодь України», «Літературна Україна».

## Творчість
Авторка поетичних збірок, повістей, сценаріїв художніх та документальних фільмів.
У 1974 році дебютувала збіркою поезії «Ніжність», у 1981 видала другу збірку - «1001 джерело». Прозовий  доробок  складають збірки повістей та оповідань: «Я твій, Земле!» (1979), «Острови навпроти міста», (1982), «Ніхто, окрім тебе» (1983), «Далі польоту стріли» (1988), «Дальше полета стрелы», (1990), «На берегах підземної ріки» (1993), «Міцні горішки» (2005).
Окремі твори Алли Тютюнник увійшли до колективних літературних збірників: «Дніпрові райдуги», «Категория жизни», «25. Антологія творів херсонських авторів», «Білий берег», «Вежі та вітрила», «Степова симфонія», альманаху «Степ».
Алла Тютюник створила низку сценаріїв  до художніх  та документальних  фільмів: «Підземні води» (1988), «Далі польоту стріли» (1990), «Мана» (за кіноповістю «На шляху підземної ріки», 1993), «Херсон  –  місто на  Дніпрі»  (1994), «Обійми мене» (2009, у співавторстві з Дар’єю Аверченко, для MTV-каналу), «Вулкан»( 2011, у співавторстві з Дар’єю Аверченко та Романом Бондарчуком), «Редакція» (2024, у співавторстві з Дар’єю Аверченко.
Член Національної спілки журналістів України (1975), Національної спілки письменників України (1977), Асоціації українських письменників (2001).
Член Всеукраїнського громадського об'єднання «Сприяння професійного розвитку представництва громадських інтересів і захисту прав людини в Україні». Засновниця і шеф-редакторка медіаплатформи ”Вгору”.
З 2008 року – членкиня оргкомітету Міжнародного фестивалю документального кіно про права людини Docudays UA.

## Нагороди
- Нагороджена орденом княгині Ольги III ступеня (2002).
- Лауреат обласної комсомольської премії ім. І. Кулика (1988).
- Друга премія конкурсу Коронація слова 2011 за сценарій до фільму «Перше вересня» про долю «несучасного» професора-хіміка.
- Третя премія на Коронації слова 2011 за сценарій до фільму «Вулкан» (разом з Романом Бондарчуком і Дар'єю Аверченко).
- Дипломант конкурсу Коронація слова 2009 за сценарій до фільму «22-24» (разом з Романом Бондарчуком і Дар'єю Аверченко).